# José Javier Vélez Chaurri
José Javier Vélez Chaurri (Miranda de Ebro, 1959) es un investigador y profesor titular de Historia del Arte, de la Facultad de Letras de Vitoria de la Universidad del País Vasco. 

## Biografía
Nació en Miranda de Ebro. Es licenciado en Geografía e Historia por la Universidad del País Vasco (UPV/EHU) y fue becario del Ministerio de Educación y Ciencia entre los años 1986 y 1988. Realizó su tesis doctoral sobre El retablo barroco en los límites de las provincias de Álava, Burgos y La Rioja (1600-1780) (Vitoria, 1990).

### Trayectoria académica
Es profesor titular de Historia del Arte en el Departamento de Historia del Arte y Música de la Universidad del País Vasco, en su Facultad de Letras de Vitoria, desde 1991. .
Su especialización profesional y su docencia giran principalmente en torno a las áreas de la Historia Arte Moderno, Historia del Arte Moderno en España y en el País Vasco, el Renacimiento y el Barroco, la Pintura del Renacimiento en Europa y el Lenguaje de las Artes o Iconografía.
Su objeto de investigación principal es el arte y la historia del Renacimiento y el Barroco entre los siglos XVI y XVIII, principalmente en el área geográfica que podría dibujarse entre el Cantábrico y el Ebro (País Vasco, norte de Burgos, La Rioja, Navarra y parte de Aragón).
Otra materia sobre la que muestra especial interés y es muy prolífico es su ciudad natal (Miranda de Ebro), sobre la que escribe habitualmente en relación con su arte, costumbres y/o historia.
Entre otros trabajos adicionales, colabora, junto con otros investigadores, en las labores de datación y valoración del patrimonio del Catálogo Monumental de la Diócesis de Vitoria.
Dentro de la gestión académica universitaria en la UPV/EHU, ha formado parte del comité para el Plan Estratégico de la Universidad (2004) y otras comisiones.

## Obra
A lo largo de su carrera ha escrito o colaborado en centenares de libros y estudios, alguno de los cuales son los siguientes:
- 1984. El Románico en Miranda y su comarca (Miranda de Ebro).[6]
- 1986. Vitoria barroca, escrito junto a Felicitas Martínez de Salinas Ocio (Ayuntamiento de Vitoria).[7]
- 1987. Historia del arte y los artistas en la iglesia de Santa María de Altamira de Miranda de Ebro (1500-1800).
- 1990. El retablo barroco en los límites de las provincias de Álava, Burgos y La  Rioja. 1600-1780 (Vitoria).[1]
- 1990. Arquitectura religiosa de los siglos XVI al XVIII en Álava. (Ibaiak eta Haranak. Patrimonio histórico-artístico del  País Vasco, San Sebastián.
- 1989. San Juán del Monte. Historia de una romería (siglo XIV-1976), junto a Ramón Ojeda San Miguel.[8]
- 1991. Becerra, Anchieta y la Escultura Romanista (Historia 16-Cuadernos de Arte, Madrid).[9]
- 1997. El Barroco en Vitoria-Gasteiz. (Vitoria en el arte).
- 1998. La policromía de la primera mitad del siglo XVII en Álava. Pedro Ruíz de Barrón y Diego Pérez de Cisneros (1602-1648).[10]
- 2002. Pintura barroca con vinculación histórica al País Vasco. (Luces del Barroco. Pintura y escultura del siglo XVII en España (Vitoria).
- 2003. El arte religioso del Renacimiento y el Barroco en Valdegovía.
- 2003. Las tierras de Valdegobía (Geografía, Historia y Arte).[11]
- 2003. El retablo mayor de Santa Marina de Bardauri. López de Gámiz entre el eclecticismo burgalés y el Romanismo.
- 2003. López de Gámiz, XXXVI.
- 2003. Arte Moderno.
- 2003. Arte y arquitectura en el País Vasco.
- 2003. El patrimonio del Románico al siglo XX (Madrid).
- 2003. La iglesia del ex-convento de San Francisco de Miranda de Ebro. Patronos, fases constructivas y ornato.
- 2005. El franciscanismo en la Península Ibérica. Balance y perspectivas (Barcelona).
- 2005. El retablo mayor y la pinceladura de la parroquia de San Antolín de Urbina. Un conjunto excepcional del renacimiento alavés.
- 2007. Panorámica de las Artes en el Renacimiento y Panorámica de las Artes en el Barroco. Catálogo Monumental de la Diócesis de Vitoria. Tomo IX. El Valle de Zuya y las Tierras de Villarreal de Álava (Álava).
- 2007. Miranda de Ebro ciudad. Un título para una villa (Miranda de Ebro).[12]

- 2008. La estampa rubeniana en la escultura barroca del País Vasco (Estudios de Historia del Arte en memoria de la profesora Micaela Portilla (Vitoria).
- 2010. Gregorio Fernández en el País Vasco. Clientes, oficiales, aprendices y seguidores (Pulchrvm. Scripta varia in honorem Mª Concepción García Gainza (Pamplona).
- 2011. Un importante legado de dos clérigos en Estavillo (Álava). Los orantes y un cuadro romano de la Virgen del Popolo, con Pedro Luis Echevarría Goñi.[13]